# Rajd 4 Regioni 1980
Rajd 4 Regioni 1980 (10. Rally 4 Regioni) – 10 edycja rajdu samochodowego Rajd 4 Regioni rozgrywanego we Włoszech. Rozgrywany był od 15 do 17 maja 1980 roku. Była to osiemnasta runda Rajdowych Mistrzostw Europy w roku 1980 (rajd miał najwyższy współczynnik - 4).

## Klasyfikacja rajdu
| Miejsce                      | Kierowca                     | Pilot                        | Samochód                      | Czas                         | Strata                       |                              |
| Klasyfikacja generalna i ERC | Klasyfikacja generalna i ERC | Klasyfikacja generalna i ERC | Klasyfikacja generalna i ERC  | Klasyfikacja generalna i ERC | Klasyfikacja generalna i ERC | Klasyfikacja generalna i ERC |
| ---------------------------- | ---------------------------- | ---------------------------- | ----------------------------- | ---------------------------- | ---------------------------- | ---------------------------- |
| 1.                           | Bernard Béguin               | Jean-Jacques Lenne           | Porsche 911 SC                | 4:46:16                      | 0.0                          |                              |
| 2.                           | Fabrizio Tabaton             | Emilio Radaelli              | Lancia Stratos HF             | 4:47:37                      | +1:21                        |                              |
| 3.                           | Adartico Vudafieri           | Mario Mannucci               | Fiat 131 Abarth               | 4:48:32                      | +2:16                        |                              |
| 4.                           | Dario Cerrato                | Luciano Guizzardi            | Opel Ascona 400               | 4:49:50                      | +3:34                        |                              |
| 5.                           | Tonino Tognana               | Sergio Cresto                | Fiat 131 Abarth               | 4:51:31                      | +5:15                        |                              |
| 6.                           | Luigi Battistolli            | Fabrizia Pons                | Fiat 131 Abarth               | 4:51:52                      | +5:36                        |                              |
| 7.                           | Mauro Pregliasco             | Vittorio Reisoli             | Alfa Romeo Alfetta Turbodelta | 4:56:27                      | +10:11                       |                              |
| 8.                           | Paolo Pescarin               | Giuseppe Alessandrini        | Opel Ascona 2000              | 5:10:58                      | +24:42                       |                              |
| 9.                           | Angelo Presotto              | Massimo Sghedoni             | Ford Escort RS 2000 MKII      | 5:15:52                      | +29:36                       |                              |
| 10.                          | Andrea Zanussi               | Luigi Pirollo                | Ford Escort RS 2000 MKII      | 5:16:44                      | +30:28                       |                              |